# Мильян, Наталия
Ната́лия Милья́н (исп. Natalia Millán; род. 27 ноября 1969, Мадрид) — испанская актриса театра и кино, певица и балерина, наиболее известная русскоязычному зрителю по ролям Аделы в сериале «Танцы под звездами», Эльсы в сериале «Чёрная лагуна» и Глории в сериале «Бархат».

## Биография
В 16 лет Наталия Мильян поступила в Высшую школу искусства и актёрского мастерства (Школа «TAI»), где изучала вокал, джаз, актёрское мастерство и балет. В 18 лет она поступила в школу Национального балета Испании, где училась вместе с Ауророй Понс, Хуаной Тафт и Викторией Эухенией. В последующие годы продолжила образование в области классического балета и современного танца, занимаясь в школе Кармен Роче, в области языка тела — у таких преподавателей, как Арнольд Тараборрелли и Агустин Белус, в области актёрского мастерства — у Хорхе Эйнеса, Антонио Льописа и Луиса Ольмоса, в области вокала – в Творческой школе музыки и Народной школе музыки.

## Карьера
В 1996 году она приняла участие в фильме «Трудное решение» (Tu nombre envenena mis sueños) в качестве певицы и танцовщицы кордебалета.
В том же году она начала сниматься в главной роли сериала «El Súper», который шёл три года и закончился в 1999 году. Наталия записала песни к заставке и окончанию серий сериала.
В 1999 году совмещала съемки третьего сезона сериала «El Súper» с главной ролью в спектакле «Последнее приключение» (La última aventura).
В 2000-2001 гг. Наталия снималась в сериале канала «Antena 3» «Полицейские, в сердце улиц» (Policías, en el corazón de la calle) в роли инспектора Лолы Руис, а затем, в 2002-2003 гг. — в сериале того же канала «Un paso adelante» (Танцы под звездами) в роли преподавателя балета Аделы Рамос.
  
В 2001 году играла главные роли в спектакле режиссёра Хуана Карлоса Переса де ла Фуэнте «Кладбище автомобилей» (автор — Фернандо Аррабаль) и спектакле «Музыка» режиссёра Хорхе Эйнеса.
В 2003 году она сыграла главную роль в фильме «Летние тучи» (Nubes de Verano), который вышел на экраны в апреле 2004 года.
С 2007 по 2010 гг. снималась в сериале «Чёрная лагуна» (El internado) в роли Эльсы.
В начале 2008 года была членом жюри программы телеканала «Cuatro» «Tienes talento» — испанский аналог британской программы «Britain's got talent».
В том же году на экраны вышел фильм режиссёра Хосе Луиса Гарси «Майская кровь» (Sangre de mayo), посвященный двухсотлетию войны за независимость Испании от французских захватчиков, в котором Наталия играла роль Анастасии.  
В 2011-2012 гг. Наталия снималась в седьмом сезоне сериала «Любовь во времена переворотов» (Amar en tiempos revueltos) в роли Анхелики Вальдес. 
В 2013 году начались съемки сериала «Бархат», где Наталия играла роль Глории Кампос.
Также в 2013 году Наталия вместе с актёрами Мартой Вальверде и Альберто Васкесом, музыкантом Сесаром Бельдой и режиссёром Сеноном Рекальде поставили собственный спектакль в жанре камерного мюзикла «¿Hacemos un trío? Algo más que un cabaret».
В марте 2014 года она дебютировала в качестве одной из ведущих программы «Hable con ellas» на канале «Telecinco».
В феврале 2015 г. на канале RTVE состоялась премьера сериала «Министерство времени» (El Ministerio del Tiempo). в котором Наталия играет роль Лолы Мендиеты — французской шпионки во времена Второй Мировой Войны.
В мае 2015 г. ожидается премьера оперетты «Веселая вдова», в котором Наталия сыграет главную роль — роль Ганны Главари.   

## Театр
Танцевала в труппах современного и экспериментального танца под руководством таких хореографов, как Кармен Сенра и Денисе Пердикидис.  
Первыми работами Наталии были роли в кордебалете мюзиклов «Моя прекрасная леди» и «Иисус Христос – суперзвезда».
Театральная карьера Наталии Мильян продолжилась в составе труппы Театра танца, где она играла в спектаклях «Страсть Дракулы» (La pasión de Drácula), «Наконец-то… одни» (Al fin...Solos), «Сделай сказку из ночи» (Hazme de la noche un cuento) режиссёра Хорхе Маркеса, а также в спектаклях «Мата Хари» (Mata-Hari) и «Королева Нила» (La Reina del Nilo). 
В составе Национальной труппы классического театра сыграла роли в спектаклях «Великая султанша» (La gran sultana) и «Овечий источник» (Fuenteovejuna).
В 1987 году Наталия принимала участие в записи некоторых песен для диска «Храм» (Templo) композитора и поэта Луиса Эдуардо Ауте и участвовала с ним в концертах в качестве бэк-вокалистки (например, в песнях «Idiosincrasia» и «Por donde levitas»).    
В 2003 году Наталье предложили роль Салли Боулз в испанской постановке мюзикла «Кабаре», который был представлен на сцене мадридского театра «Нуэво Театро Алькала» в течение трех сезонов (2003-2006 гг.). После окончания мюзикла она снялась в фильмах  «Мое последнее лето с Мариан» (Mi último verano con Marian) в роли Андреи и «Призрак» (Regreso a Moira) в роли Мойры.    
В мае 2008 года состоялась премьера спектакля «Венецианский купец», в котором Наталия исполняла роль Порции. Постановкой руководил ирландский режиссёр Денис Рафтер.
В 2009 году Наталии предложили роль Велмы Келли в испанской постановке мюзикла «Чикаго», который с успехом шёл на сцене мадридского театра «Coliseum». Эта роль стала значимой в карьере Наталии, так как по её признанию она решила стать актрисой, посмотрев фильм «Весь этот джаз» (All that jazz), в основу которого легли реальные события о работе Боба Фосси над мюзиклом «Чикаго».
Через год, в сентябре 2010 года, состоялась премьера спектакля-монолога Мигеля Делибеса «Пять часов с Марио», в котором Наталия сыграла роль Кармен Сотильо. Наталья стала второй актрисой, которая сыграла эту роль за почти тридцатилетнюю историю этого спектакля на сцене. Первой актрисой была Лола Эррера, которая играла роль Кармен Сотильо с 1979 года и которая одобрила выбор Наталии на эту роль. Спектакль был представлен на сцене театров многих городов Испании в течение трех сезонов, с 2010 по 2014 гг.
С июля 2014 года Наталия играет в классическом спектакле испанского драматурга XVII века Франсиско де Рохаса Соррильи «Donde hay agravios no hay celos» в составе Национальной труппы классического театра. Премьера спектакля состоялась на фестивале классического театра в Альмагро.

## Фильмография
| Год       |     | Русское название               | Оригинальное название                     | Роль                      |
| --------- | --- | ------------------------------ | ----------------------------------------- | ------------------------- |
| 1982      | ф   | Ловушка                        | El cepo                                   |                           |
| 1984      | ф   |                                | Fiebre de danza                           |                           |
| 1988      | ф   |                                | No hagas planes con Marga                 | Анжела                    |
| 1996      | ф   | Трудное решение                | Tu nombre envenena mis sueños             |                           |
| 1997      | кор |                                | El tiempo perdido                         | Наталия                   |
| 1999—2009 | с   | Комиссар                       | El comisario                              | Инспектор Миранда Миранда |
| 1999—2006 | с   | 7 жизней                       | 7 vidas                                   | Элена Диаc                |
| 2000—2003 | с   | Полицейские, в сердце улиц     | Policías, en el corazón de la calle       | Лола Руиc                 |
| 2000—2001 | с   |                                | Antivicio                                 |                           |
| 2001—2001 | с   |                                | Agente 700                                | Anastasia Kudepief        |
| 2002—2005 | с   | Танцы под звёздами             | Un paso adelante                          | Адела Рамос               |
| 2002      | тф  | Дикарь                         | Salvaje                                   | Изабель                   |
| 2003      | ф   | Ограбление на 3... с половиной | Atraco a las 3... y media                 | Элоиза                    |
| 2004      | ф   | Летние тучи                    | Nubes de verano                           | Ана                       |
| 2011—2012 | с   | Любовь во времена переворотов  | Amar en tiempos revueltos                 | Анхелика Вальдес          |
| 2006      | тф  | Призрак                        | Películas para no dormir: Regreso a Moira | Мойра                     |
| 2007      | тф  |                                | Mi último verano con Marián               | Андреа                    |
| 2007—2010 | с   | Чёрная лагуна                  | El internado                              | Эльза Фернандес Кампос    |
| 2008      | ф   | Майская кровь                  | Sangre de mayo                            | Анастасия                 |
| 2011      | с   |                                | Los Quién                                 | Элиза                     |
| 2015—2016 | с   | Министерство времени           | El ministerio del tiempo                  | Лола Мендьета             |